# Adixoa
Adixoa là một chi bướm đêm thuộc họ Sesiidae.

## Các loài
- Adixoa alterna (Walker, [1865])
- Adixoa leucocyanea (Zukowsky, 1929)
- Adixoa tomentosa  Schultze, 1908
- Adixoa trizonata (Hampson, 1900)